# قصر السلطانة خديجة
قصر السلطانة خديجة (باللغة التركية الحديث: Hatice Sultan Yalısı) هو قصر عثماني يطل على مضيق البوسفور ويقع في أورطة كوي في مدينة إسطنبول التركية. قام السلطان عبد الحميد الثاني بتشييد القصر لابنة أخيه السلطانة خديجة بنت مراد الخامس. بعد نفي الأسرة العثمانية أصبح القصر يُستخدم كدار للأيتام ومدرسة ابتدائية. ويستخدم المبنى في الوقت الحاضر كنادي للرياضات المائية.